# 重庆之役
重庆之役，1658年，清朝大举向贵州、云南进攻南明永历朝廷时，夔东十三家进攻重庆的作战。
李定国奏请永历帝派了五名太监前往川东，联络夔东十三家，借以牵制清军南下。联络川东的永历朝廷督师阁部文安之组织忠州、万县、梁山地区的涪侯谭文、仁寿侯谭诣、新津侯谭弘与驻守巫山、兴山一带的原大顺军余部袁宗第、刘体纯、李来亨、马腾云、塔天宝等十六营精兵乘船溯江而上。永曆十二年（顺治十五年，1658年）七月，三谭和刘体纯等部明军进攻重庆。吴三桂所部至遵义，率领主力赶回重庆防守。川东明军被吴三桂军击败。十月，吴三桂所部继续南下贵州。
十一月，川东明军再攻重庆。太监潘应龙联络三谭和“十三家”的水师乘船进发；督师阁部文安之亲统刘体纯、袁宗第、塔天宝、党守素、贺珍、马腾云等主力沿长江两岸陆路前进。十二月初二日，谭文和镇北将军牟胜所部七千人乘船到达重庆城下，分三路进攻重庆。清朝重夔镇总兵程廷俊、建昌镇总兵王明德抵抗明军。十二月十三日，谭诣率领所部和袁尽孝部水师六七千人抵达。清朝四川巡抚高民瞻弃城而逃。十二月十五日，谭诣刺杀谭文，率部降清，战局逆转。十二月十六日，清军出城迎战，谭诣部反戈相向，谭文所部众和袁尽孝得水师大败。十二月十七日，谭弘在谭诣引导下向清军投降。明军陆路行至丰都县，得知谭弘、谭诣降清，文安之等人被迫回师东撤。忠州、万县也沦入清军之手。顺治十六年（1659年）闰三月，清廷封谭诣为向化侯、谭弘为慕义侯。